# Ametallon deliquum
Ametallon deliquum är en stekelart som beskrevs av Christer Hansson 2004. Ametallon deliquum ingår i släktet Ametallon och familjen finglanssteklar.
Artens utbredningsområde är Guatemala. Inga underarter finns listade i Catalogue of Life.